# گورنی لوم
گورنی لوم (به بلغاری: Gorni Lom) یک منطقهٔ مسکونی در بلغارستان است که در استان ویدین واقع شده‌است.
 گورنی لوم  ۷۰۰ نفر جمعیت دارد و ۴۳۰ متر بالاتر از سطح دریا واقع شده‌است.